# Pilar Silva Maroto
Pilar Silva Maroto (Madrid, 195?) es una historiadora de arte española, especializada en pintura hispanoflamenca y del primer Renacimiento, y fue jefa de esta especialidad en el Museo del Prado de Madrid.  

## Trayectoria
Nació en el barrio madrileño que circunda al Museo del Prado. Es Doctora desde 1987 en Historia del Arte por la Universidad Complutense de Madrid, con tesis sobre la pintura hispanoflamenca castellana de Burgos y Palencia. Dos años después fue profesora titular de Universidad en Historia del Arte, accedió al Museo del Prado desde 1997, fue Subdirectora de Conservación en 2003 y hasta 2017, fecha de su retiro, fue jefa del Departamento de Pintura Flamenca y Escuelas del Norte, y Pintura Española (1100-1500) del Museo del Prado de Madrid. 
Sus primeros estudios y publicaciones fueron sobre las colecciones reales de pintura y artículos sobre arte del siglo XIX. Más adelante, en su labor de comisariado en el Museo del Prado, dirigió las exposiciones y catálogos de la restauración de El jardín de las delicias: copias, estudio técnico y restauración, (2000). Asimismo, ha sido comisaria de la exposición Obras maestras del Museo Nacional del Prado (Museo Nacional de Arte Occidental de Tokio, 2002).
Ha sido considerada persona de referencia en materia de pintura española e hispanoflamenca del renacimiento, en España y otros países, sobre El Bosco, Pedro Berruguete, y otros autores, por sus trabajos y publicaciones sobre diversos autores de este período. Sus estudios en este campo abarcan la documentación, el estilo, la iconografía, la aplicación de nuevas técnicas de laboratorio y la relación entre arte y sociedad.

## Obra
La Biblioteca Nacional de España (BNE) tiene consignadas catorce publicaciones individuales de Silva, más de veinte artículos y otros treinta y ocho en colaboración sobre pintores góticos y renacentistas, entre ellos Jaume Huguet, Maestro de Ávila, Juan de Nalda, Antoni Peris, Jaume Serra, Miguel Ximénez, Fernando Gallego, Juan de Flandes, Pedro Berruguete y otros. Sobre esos autores ha publicado monografías y ha colaborado en exposiciones, conferencias y publicaciones, para instituciones extranjeras y españolas, como el Departamento de Historia del CSIC, Amigos del Museo del Prado, y la Junta de Castilla y León. 

## Selección de obras principales
- El arte Hispano Flamenco. 1993
- Las colecciones reales de la Regencia. 1998
- Pedro Berruguete, 1998.
- Durero en España, Durero. Obras maestras de la Albertina. 2005
- Maestro de Ávila, 2006
- Juan de Nalda, 2006
- Catálogo El Bosco, 2016.